# Xím Vàng
Xím Vàng là một xã thuộc huyện Bắc Yên, tỉnh Sơn La, Việt Nam.
Xã Xím Vàng có diện tích 81,53 km², dân số năm 1999 là 1.718 người, mật độ dân số đạt 21 người/km².